# الکساندر اسکاشگورد
الکساندر یوهان یالمار اسکاشگورد (سوئدی: Alexander Johan Hjalmar Skarsgård؛ زادهٔ ۲۵ اوت ۱۹۷۶) بازیگر سوئدی است. او حرفهٔ بازیگری را در هفت سالگی آغاز کرد اما در ۱۳ سالگی آن را رها کرد. اسکاشگورد پس از خدمت در ارتش سوئد به بازیگری بازگشت و اولین نقش خود را در فیلم کمدی آمریکایی زولندر (۲۰۰۱) به دست آورد. او در سال ۲۰۰۸ یکی از نقش‌های اصلی مینی‌سریال نسل‌کشی را ایفا کرد و نقش برجسته‌اش در مجموعهٔ تلویزیونی خون حقیقی (۲۰۰۸–۲۰۱۴) بود.
اسکاشگورد در فیلم‌هایی مانند مالیخولیا (۲۰۱۱)، کشتی جنگی (۲۰۱۲) و افسانه تارزان (۲۰۱۶) ظاهر شد و برای نقش‌آفرینی در مجموعهٔ درام دروغ‌های کوچک بزرگ (۲۰۱۷–۲۰۱۹) برندهٔ جوایز مختلفی از جمله یک جایزهٔ امی ساعات پربیننده و یک جایزهٔ گلدن گلوب شد. او سپس در فیلم‌های تحسین‌شدهٔ تیری در تاریکی (۲۰۱۹)، گودزیلا در برابر کونگ (۲۰۲۱) و مرد شمالی (۲۰۲۲) ایفای نقش کرد.

## گزیدهٔ فیلم‌شناسی
| سال  | عنوان                           | نقش                    | توضیحات          |
| ---- | ------------------------------- | ---------------------- | ---------------- |
| ۱۹۸۴ | اوکه و دنیای او                 | کاله نوب               |                  |
| ۲۰۰۰ | بال‌های شیشه‌ای                   | یوهان                  |                  |
| ۲۰۰۱ | زولندر                          | میکوس                  |                  |
| ۲۰۰۳ | کشتن یک بچه                     | —                      | فیلم کوتاه       |
| ۲۰۰۶ | عزیزانت را بکش                  | گیرت                   |                  |
| ۲۰۰۶ | خروج                            | فابیان فون کلرکینگ     |                  |
| ۲۰۰۶ | آخرین فرود                      |                        |                  |
| ۲۰۰۹ | متروپیا                         | استفان (صداپیشه)       |                  |
| ۲۰۱۰ | مومین‌ها و تعقیب ستاره دنباله‌دار | مومینترول (صداپیشه)    |                  |
| ۲۰۱۰ | ۱۳                              | جک                     |                  |
| ۲۰۱۱ | سگ‌های پوشالی                    | دوستان چارلی           |                  |
| ۲۰۱۱ | مالیخولیا                       | مایکل                  |                  |
| ۲۰۱۲ | کشتی جنگی                       | فرمانده استون هاپر     |                  |
| ۲۰۱۲ | آنچه میسی می‌دانست               | لینکلن                 |                  |
| ۲۰۱۲ | جداماندگی                       | درک هال                |                  |
| ۲۰۱۳ | شرق                             | بنجی                   |                  |
| ۲۰۱۴ | بخشنده                          | پدر جوناس              |                  |
| ۲۰۱۵ | خاطرات یک دختر نوجوان           | مونرو رادرفورد         |                  |
| ۲۰۱۶ | زولندر ۲                        | ادام                   | حضور کوتاه       |
| ۲۰۱۶ | افسانه تارزان                   | تارزان                 |                  |
| ۲۰۱۸ | لال                             | لئو بیلر               |                  |
| ۲۰۱۸ | پروژه مرغ مگس‌خوار               | آنتون زالسکی           |                  |
| ۲۰۱۸ | تاریکی را بگیر                  | ورنون اسلون            |                  |
| ۲۰۱۹ | عواقب                           | استفان لوبرت           |                  |
| ۲۰۱۹ | تیری در تاریکی                  | نخست وزیر جیمز استوارد |                  |
| ۲۰۲۱ | گذر                             | جان                    |                  |
| ۲۰۲۱ | گودزیلا در برابر کونگ           | ناتان لیند             |                  |
| ۲۰۲۲ | مرد شمالی                       | املت                   | همچنین تهیه‌کننده |
| ۲۰۲۳ | استخر بی‌انتها                   | جیمز فاستر             |                  |
| ۲۰۲۳ | لی                              | رولند پنروس            | فیلم‌برداری       |